# Twan Poels

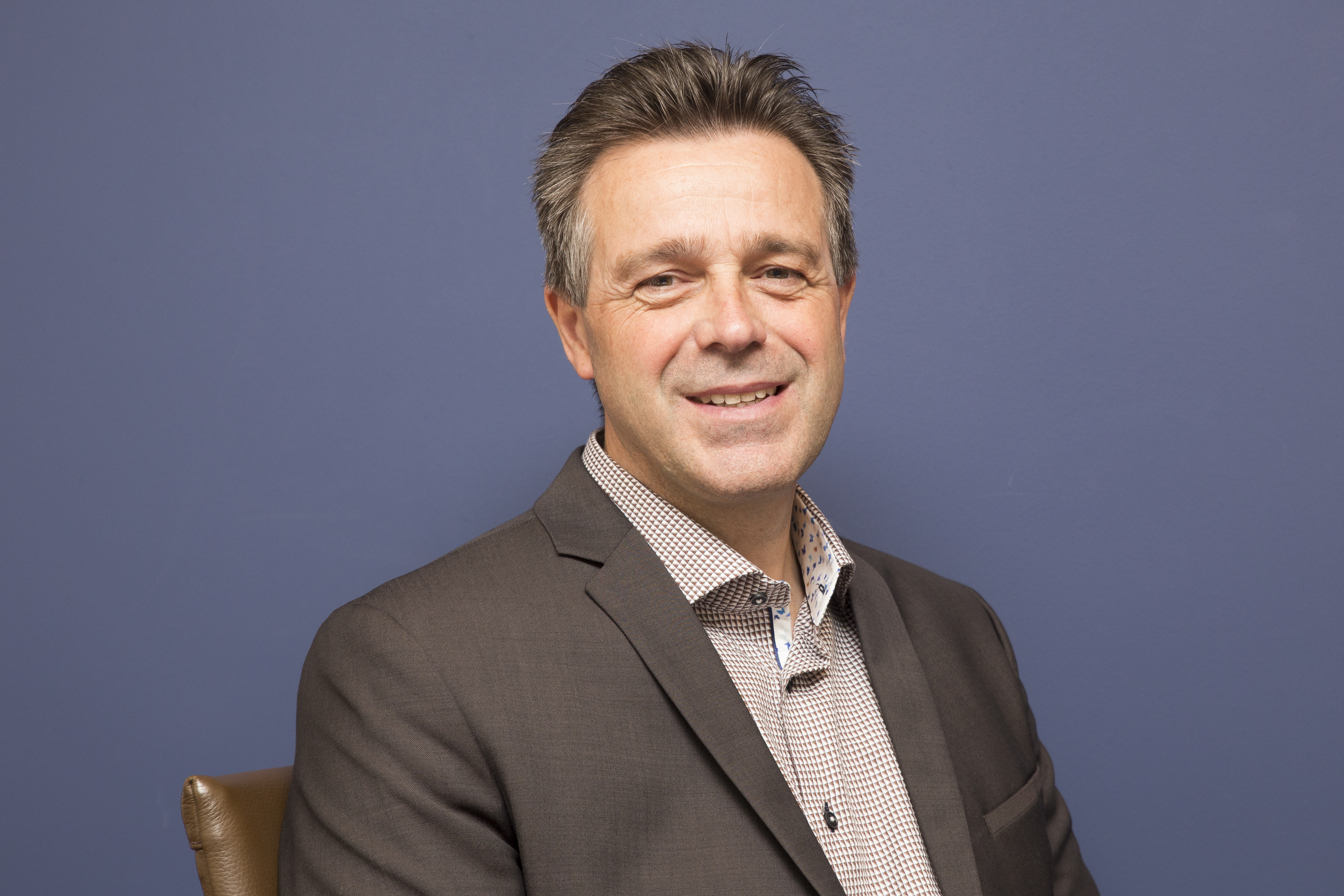
Twan Poels

Antonius Johannes Petrus „Twan“ Poels (* 27. Juli 1963 in Oeffelt, Boxmeer) ist ein ehemaliger niederländischer Radrennfahrer.

## Sportliche Laufbahn
Als Amateur wurde er 1984 Vize-Meister im Straßenrennen hinter Nico Verhoeven. Er war Teilnehmer der Olympischen Sommerspiele 1984 in Los Angeles. Im olympischen Straßenrennen schied er beim Sieg von Alexi Grewal aus dem Rennen aus.
Im Mai 1985 wurde er Berufsfahrer und blieb bis 1992 immer in niederländischen Radsportteams aktiv. Die Tour de France 1986 beendete er als 65. des Endklassements, 1988 wurde er 127., 1989 114., 1990 115. In der Ronde van Nederland gewann er 1986 die 1. Etappe. 1988 gewann er das Mannschaftszeitfahren Grand Prix de la Libération mit seinen Teamkollegen.